# Imad El Kabbou
Imad El Kabbou Elazz (Lakrakcha, Marruecos, 2 de abril de 2000) conocido deportivamente como Imad El Kabbou, es un futbolista marroquí con nacionalidad española que juega como extremo izquierdo. Actualmente forma parte del Aswan SC de la Premier League de Egipto.

## Trayectoria deportiva
Su desarrollo formativo tuvo lugar en diferentes clubes base de Cataluña. Siendo su primera experiencia en la Escola de Futbol Base de Calafell, en 2011 pasa a formar parte de las categorías inferiores del Fútbol Club Barcelona donde permaneció por seis campañas hasta promocionar al combinado azulgrana U18. En la temporada 2016/2017 pasó por otros conjuntos juveniles como el del Centre d'Esports Sabadell Futbol Club o el Club Esportiu Mercantil de Liga Nacional Juvenil de España. 
Finalizó su etapa base en las filas del Club de Futbol Reus Deportiu para competir con su combinado U19 de División de Honor Juvenil de España, estando en dinámica de entrenamientos con el Club de Futbol Reus Deportiu “B” con el que debutó en competición oficial de Tercera División de España el 23 de septiembre de 2018.
En la temporada 2019/2020 ficha en septiembre por la Unione Sportiva Dilettantistica Città di Fasano para competir en la Serie D Girone H de Italia y en enero de 2020 recala en el AC Ponte San Pietro de la Serie D Girone B hasta final de esa campaña.
Para el curso 2020/2021 el hispano marroquí firma por una temporada en el Club Deportivo Palencia Club de Fútbol
En el primer tramo de la temporada 2021/2022 se une al FC Ascó del grupo quinto de la Tercera Federación.
En enero de 2022 firma contrato profesional con la Unió Esportiva Santa Coloma para competir en la Primera División de Andorra haciendo su debut con el equipo el 23 de enero de 2022 en cuartos de final de la Copa Constitució, y en encuentro oficial de liga el 30 de enero de 2022 en el empate (1-1) ante Unió Esportiva Engordany. Durante las dos temporadas que permaneció en el club andorrano disputó un total de 27 encuentros de carácter oficial consiguiendo un subcampeonato de Primera División de Andorra y la clasificación a la fase previa de la UEFA Europa Conference League donde se midió al Breiðablik UBK de Primera División de Islandia.
En enero de 2023 se anuncia el fichaje del jugador por el Aswan Sporting Club para pasar a competir en la Premier League de Egipto haciendo su debut en competición oficial el 27 de enero de 2023 en el empate (2-2) ante Tala'ea El-Gaish Sporting Club.

## Selección nacional
Ha formado parte de las categorías inferiores del combinado nacional marroquí siendo convocado con la Selección de fútbol sub-17 de Marruecos en cuatro ocasiones y también con la Selección de fútbol sub-20 de Marruecos otros cuatro encuentros disputando su encuentro debut el 22 de junio de 2018 en el amistoso ante la Selección de fútbol de Italia U18.

## Carrera deportiva

### Clubes
| Club                        | País    | Año               |
| --------------------------- | ------- | ----------------- |
| CF Reus Deportiu U19        | España  | 2018 - 2019       |
| US Città di Fasano          | Italia  | 2019              |
| AC Ponte San Pietro         | Italia  | 2019 - 2020       |
| CD Palencia CF              | España  | 2020 - 2021       |
| FC Ascó                     | España  | 2021 - 2022       |
| Unió Esportiva Santa Coloma | Andorra | 2022 – 2023       |
| Aswan SC                    | Egipto  | 2023 – Actualidad |